# Visso
Visso là một đô thị ở tỉnh Macerata ở vùng Marche, có vị trí cách khoảng 80 km về phía tây nam của Ancona và khoảng 50 km về phía tây nam của Macerata. Tại thời điểm ngày 31 tháng 12 năm 2004, đô thị này có dân số 1.215 người và diện tích là 99,7 km².
Visso giáp các đô thị: Acquacanina, Castelsantangelo sul Nera, Cerreto di Spoleto, Fiordimonte, Foligno, Monte Cavallo, Pieve Torina, Preci, Sellano, Serravalle di Chienti, Ussita.